# Standish (Maine)
Pour les articles homonymes, voir Standish.
Standish est une ville des États-Unis située dans le comté de Cumberland. Fondée en 1750, elle compte 9 874 habitants au recensement de 2010.